# Albizu
Albizu (también denominado Albizua) es un despoblado que actualmente forma parte del concejo de Eguileor, que está situado en el municipio de Salvatierra, en la provincia de Álava, País Vasco (España).

## Toponimia
A lo largo de los siglos ha sido conocido con los nombres de Albizu, y Albizua.

## Historia
Documentado desde 1071, se despobló antes de 1332.

## Monumentos
Iglesia de Nuestra Señora de Albizua.